# 徐智秀
徐智秀 （：／ Seo Ji soo，1994年02月11日—），出生於韓國仁川廣域市，韓國女歌手、YouTuber，所屬公司為MYSTIC STORY，曾經是Woollim娛樂旗下女子組合Lovelyz成員之一，隊內擔任副唱、主舞。

## 音樂作品
— 所屬團體之所有共同作品，請參閱Lovelyz。

## 經歷
- 1994年出生於仁川廣域市
- 參加tvN《Korea's Got Talent》徵選
- 2014年11月12日以韓國女子團體Lovelyz出道
- 2014年11月20日因於性侵毀謗事件中被攻擊而暫時停止演藝活動
- 2015年10月正式歸隊Lovelyz以八人團體回歸
- 2021年11月16日與Woollim娛樂合約到期不續約，離開公司
- 2022年1月4日加入MYSTIC STORY，成為該公司旗下藝人之一
- 現為Afreeca BJ直播主[1][2]。

## 影視作品
僅列出智秀個人參與或有特別個人表演之作品；所屬團體之共同作品，請參閱 Lovelyz。

### 網路劇／電視劇
| 年份   | 電視台  | 劇名          | 角色         | 備註 |
| 2019年 | YOUTUBE | 僅七天的浪漫  | 金星／鄭多恩 | 主演 |
| 2020年 | YOUTUBE | 僅七天的浪漫2 | 金星／鄭多恩 | 主演 |
| 2023年 | SBS     | 模範計程車2   |              |      |

### MV演出
- 2014年 INFINITE-Last Romeo 原版

### 電影
| 年份   | 劇名     | 角色 | 備註 |
| 2022年 | 首爾怪談 | 賢珠 | 主演 |

## 外部連結
- 徐智秀的Instagram帳戶
- 徐智秀的afreecatv頻道 （页面存档备份，存于）

- Lovelyz （页面存档备份，存于） facebook粉絲專頁
- Lovelyz  （页面存档备份，存于）官網